# Luis Reyes (Leichtathlet, 2000)
Luis Reyes (* 29. September 2000) ist ein chilenischer Leichtathlet, der sich auf den Dreisprung spezialisiert hat.

## Sportliche Laufbahn
Erste internationale Erfahrungen sammelte Luis Reyes im Jahr 2019, als er bei den U20-Südamerikameisterschaften in Cali mit 14,71 m den sechsten Platz im Dreisprung belegte und mit der chilenischen 4-mal-100-Meter-Staffel mit 42,21 s auf Rang vier gelangte. 2021 erreichte er bei den U23-Südamerikameisterschaften in Guayaquil mit 15,05 m Rang sechs im Dreisprung und wurde mit der 4-mal-400-Meter-Staffel in 3:24,89 min Vierter. Anschließend klassierte er sich bei den erstmals ausgetragenen Panamerikanischen Juniorenspielen in Cali mit 14,88 m auf dem elften Platz im Dreisprung. Im Jahr darauf belegte er bei den U23-Südamerikameisterschaften in Cascavel mit 16,15 m auf dem vierten Platz im Dreisprung. 2023 belegte er bei den Südamerikameisterschaften in São Paulo mit 16,23 m den fünften Platz im Dreisprung und gelangte mit 6,93 m auf Rang 13 im Weitsprung. Im August schied er bei den Weltmeisterschaften in Budapest mit 15,75 m in der Qualifikationsrunde aus und im November wurde er bei den Panamerikanischen Spielen in Santiago de Chile mit 16,30 m Fünfter. Auch bei den Hallensüdamerikameisterschaften 2024 in Cochabamba belegte er mit 15,86 m den fünften Platz. Im Mai gelangte er bei den Ibero-Amerikanischen Meisterschaften in Cuiabá mit 16,31 m auf Rang vier, wie auch bei den Hallensüdamerikameisterschaften im Jahr darauf in Cochabamba mit 15,86 m.
In den Jahren von 2021 bis 2024 wurde Reyes chilenischer Meister im Dreisprung.

## Persönliche Bestleistungen
- Weitsprung: 7,36 m (+1,4 m/s), 22. Oktober 2022 in Concepción
- Dreisprung: 16,61 m (+0,3 m/s), 27. Mai 2023 in Santiago de Chile